# Kabinett Jospin
Das Kabinett Jospin war vom 2. Juni 1997 bis zum 6. Mai 2002 die französische Regierung unter Premierminister Lionel Jospin. Es handelte sich um eine Kohabitation, da der Staatspräsident Jacques Chirac dem bürgerlichen Rassemblement pour la République angehörte, während sich die Regierung Jospin auf eine linke Mehrheit im Parlament stützte, die sogenannte Gauche plurielle (vielfältige Linke, auch: majorité plurielle, vielfältige Mehrheit).
Einige grundlegende Veränderungen erfuhr das Kabinett im Jahr 2000: Zunächst band Jospin durch eine Regierungsumbildung am 27. März mehrere wichtige Persönlichkeiten der Parti Socialiste in das Kabinett ein, darunter den früheren Premierminister Laurent Fabius als Finanzminister. Am 29. August verließ Innenminister Jean-Pierre Chevènement und damit das Mouvement républicain et citoyen die Regierung. Am 18. Oktober schied die Ministerin für Beschäftigung und Solidarität Martine Aubry, die für einige zentrale Reformen der Regierung wie die Einführung der 35-Stunden-Woche verantwortlich gewesen war, aus der Regierung aus, um sich auf ihre Bürgermeisterkandidatur in Lille zu konzentrieren.
Mit einer Amtszeit von vier Jahren und 338 Tagen ist die Regierung Jospin die bisher am längsten amtierende Regierung der fünften Republik. Zwar amtierten die Premierminister Georges Pompidou und François Fillon länger, sie bildeten aber in ihrer Amtszeit mehrere Regierungen.
Die Regierung trat am 6. Mai 2002 zurück, dem Tag nach dem zweiten Wahlgang der Präsidentschaftswahl 2002. Lionel Jospin war bei dieser Wahl als Kandidat für die Parti Socialiste bereits im ersten Wahlgang ausgeschieden. Die Nachfolge der Regierung Jospin trat das Kabinett Raffarin I unter Premierminister Jean-Pierre Raffarin an.

## Premierminister
| Amt             | Name          | Partei |
| --------------- | ------------- | ------ |
| Premierminister | Lionel Jospin | PS     |

## Minister
| Amt | Name | Partei |
| --- | --- | ------ |
| Ministerin für Beschäftigung und Solidarität                                                                                            | Élisabeth Guigou ab 18. Oktober 2000 Martine Aubry bis 18. Oktober 2000 | PS     |
| Justizministerin | Marylise Lebranchu ab 18. Oktober 2000 Élisabeth Guigou bis 18. Oktober 2000 | PS     |
| Minister für Bildung ab 27. März 2000 Minister für Bildung, Forschung und Technologie bis 27. März 2000                                 | Jack Lang ab 27. März 2000 Claude Allègre bis 27. März 2000 | PS     |
| Innenminister | Daniel Vaillant ab 29. August 2000 Jean-Pierre Chevènement bis 29. August 2000; erkrankt vom 3. September bis zum 30. Dezember 1998. In dieser Zeit vertreten durch den Staatssekretär Jean-Jack Queyranne | PS MDC |
| Außenminister | Hubert Védrine | PS     |
| Minister für Wirtschaft, Finanzen und Industrie                                                                                         | Laurent Fabius ab 27. März 2000 Christian Sautter 2. November 1999 bis 27. März 2000 Dominique Strauss-Kahn bis 2. November 1999                                                                           | PS     |
| Verteidigungsminister | Alain Richard | PS     |
| Minister für Ausrüstung, Verkehr und Wohnen                                                                                             | Jean-Claude Gayssot | PCF    |
| Ministerin für Kultur und Kommunikation bis 23. März 1998 auch Regierungssprecherin                                                     | Catherine Tasca ab 27. März 2000 Catherine Trautmann bis 27. März 2000 |        |
| Minister für Landwirtschaft und Fischerei                                                                                               | François Patriat ab 25. Februar 2002 Jean Glavany 20. Oktober 1998 bis 25. Februar 2002 Louis Le Pensec bis 20. Oktober 1998                                                                               | PS     |
| Minister für Raumordnung und Umwelt | Yves Cochet ab 10. Juli 2001 Dominique Voynet bis 10. Juli 2001 | Grüne  |
| Minister für die Beziehungen zum Parlament                                                                                              | Jean-Jack Queyranne ab 29. August 2000 Daniel Vaillant bis 29. August 2000 | PS     |
| Minister für Verwaltung und Staatsreform ab 27. März 2000 Minister für Verwaltung, Staatsreform und Dezentralisierung bis 27. März 2000 | Michel Sapin ab 27. März 2000 Émile Zuccarelli bis 27. März 2000 | PS PRG |
| Ministerin für Jugend und Sport | Marie-George Buffet | PCF    |
| Minister für Forschung ab 27. März 2000                                                                                                 | Roger-Gérard Schwartzenberg ab 27. März 2000 | PRG    |

## Beigeordnete Minister
| Amt | Name                                  | Partei | zugeordnetes Ministerium                           |
| --- | ------------------------------------- | ------ | -------------------------------------------------- |
| Minister für Städte ab 30. März 1998 | Claude Bartolone ab 30. März 1998     | PS     | Ministerium für Beschäftigung und Solidarität      |
| Ministerin für Familie, Kindheit und behinderte Menschen ab 27. März 2001 Ministerin für Familie und Kindheit 27. März 2000 bis 27. März 2001 | Ségolène Royal ab 27. März 2000       | PS     | Ministerium für Beschäftigung und Solidarität      |
| Minister für Gesundheit ab 6. Februar 2001 | Bernard Kouchner ab 6. Februar 2001   | PS     | Ministerium für Beschäftigung und Solidarität      |
| Ministerin für Schulbildung bis 27. März 2000                                                                                                 | Ségolène Royal bis 27. März 2000      | PS     | Ministerium für Bildung, Forschung und Technologie |
| Minister für berufliche Bildung ab 27. März 2000                                                                                              | Jean-Luc Mélenchon ab 27. März 2000   | PS     | Ministerium für Bildung, Forschung und Technologie |
| Minister für europäische Angelegenheiten | Pierre Moscovici                      | PS     | Außenministerium                                   |
| Minister für Zusammenarbeit und Frankophonie ab 13. Februar 1998                                                                              | Charles Josselin ab 13. Februar 1998  | PS     | Außenministerium                                   |
| Minister für Industrie, kleine und mittlere Unternehmen, Handel, Handwerk und Verbrauch ab 25. Februar 2002                                   | Christian Pierret ab 25. Februar 2002 | PS     | Ministerium für Wirtschaft, Finanzen und Industrie |

## Staatssekretäre
| Amt | Name | Partei | zugeordnetes Ministerium                           |
| --- | --- | ------ | -------------------------------------------------- |
| Staatssekretärin für Gesundheit und Soziale Arbeit 17. November 1998 bis 27. März 2000 Staatssekretär für Gesundheit bis 17. November 1998                                                                        | Dominique Gillot 28. Juli 1999 bis 27. März 2000 Bernard Kouchner bis 28. Juli 1999                        | PS     | Ministerium für Beschäftigung und Solidarität      |
| Staatssekretärin für berufliche Bildung und Frauenrechte ab 17. November 1998 Staatssekretärin für berufliche Bildung 30. März 1998 bis 17. November 1998                                                         | Nicole Péry ab 30. März 1998                                                                               | PS     | Ministerium für Beschäftigung und Solidarität      |
| Staatssekretärin für Senioren ab 27. März 2001 Staatssekretärin für Senioren und behinderte Menschen 27. März 2000 bis 27. März 2001                                                                              | Paulette Guinchard-Kunstler ab 27. März 2001 Dominique Gillot 27. März 2000 bis 27. März 2001              | PS     | Ministerium für Beschäftigung und Solidarität      |
| Staatssekretär für Sozialwirtschaft ab 27. März 2000 | Guy Hascoët ab 27. März 2000                                                                               | Verts  | Ministerium für Beschäftigung und Solidarität      |
| Staatssekretär für Übersee | Christian Paul ab 29. August 2000 Jean-Jack Queyranne bis 29. August 2000                                  | PS     | Innenministerium                                   |
| Staatssekretär für Zusammenarbeit und Frankophonie 22. November 1997 bis 13. Februar 1998 Staatssekretär für Zusammenarbeit bis 22. November 1997                                                                 | Charles Josselin bis 13. Februar 1998                                                                      | PS     | Außenministerium                                   |
| Staatssekretär für Außenhandel | François Huwart ab 28. Juli 1999 Jacques Dondoux bis 28. Juli 1999                                         | PRG    | Ministerium für Wirtschaft, Finanzen und Industrie |
| Staatssekretärin für Haushalt | Florence Parly ab 3. Januar 2000 Vakanz 2. Juli 1999 bis 3. Januar 2000 Christian Sautter bis 2. Juli 1999 | PS     | Ministerium für Wirtschaft, Finanzen und Industrie |
| Staatssekretär für kleine und mittlere Unternehmen, Handel, Handwerk und Verbrauch 27. März 2000 bis 25. Februar 2002 Staatssekretärin für kleine und mittlere Unternehmen, Handel und Handwerk bis 27. März 2000 | François Patriat 18. Oktober 2000 bis 25. Februar 2002 Marylise Lebranchu bis 18. Oktober 2000             | PS     | Ministerium für Wirtschaft, Finanzen und Industrie |
| Staatssekretär für Industrie bis 25. Februar 2002 | Christian Pierret bis 25. Februar 2002                                                                     | PS     | Ministerium für Wirtschaft, Finanzen und Industrie |
| Staatssekretär für Veteranen | Jacques Floch ab 3. Januar 2001 Jean-Pierre Masseret bis 3. Januar 2001                                    | PS     | Verteidigungsministerium                           |
| Staatssekretärin für Wohnen | Marie-Noëlle Lienemann ab 27. März 2001 Louis Besson bis 27. März 2001                                     | PS     | Ministerium für Ausrüstung, Verkehr und Wohnen     |
| Staatssekretär für Tourismus | Jacques Brunhes ab 23. Oktober 2001 Michelle Demessine bis 23. Oktober 2001                                | PCF    | Ministerium für Ausrüstung, Verkehr und Wohnen     |
| Staatssekretär für kulturelles Erbe und kulturelle Dezentralisierung ab 27. März 2000 | Michel Duffour ab 27. März 2000                                                                            | PCF    | Ministerium für Kultur und Kommunikation           |